# Lituania en el Festival de la Canción de Eurovisión 2022
Lituania participó en el LXVI Festival de la Canción de Eurovisión, que se celebró en Turín, Italia del 10 al 14 de mayo de 2022, tras la victoria de Måneskin con la canción «Zitti e buoni». La Lietuvos nacionalinis radijas ir televizija (LRT) («Radio y Televisión Nacional Lituana» en español), radiodifusora encargada de la participación lituana en el festival, decidió organizar por tercer año consecutivo la renovada preselección Pabandom iš Naujo! para elegir al representante del país en el concurso eurovisivo. El festival fue celebrado durante seis fines de semana desde el 8 de enero hasta el 12 de febrero de 2022, dando como ganadora a Monika Liu con la balada jazz «Sentimentai». El tema íntegro en lituano, se convirtió en la primera canción de Lituania enviada en su idioma oficial desde 1999.
Lituania pasó desapercibida mayormente por las casas de apuestas durante las semanas previas al concurso. En el festival, Lituania se clasificó en la primera semifinal, tras posicionarse en 7.º lugar con 159 puntos. En la gran final, cuatro días después, Lituania finalizaría en la 14.ª posición con 128 puntos: 93 del televoto y 35 del jurado profesional.

## Historia de Lituania en el Festival
Lituania es uno de los países de Europa del Este que se fueron uniendo al festival desde después de la disolución de la Unión Soviética, debutando en 1994. Desde entonces el país ha concursado en 21 ocasiones, siendo su mejor participación un 6° lugar obtenido en 2006 por LT United y la canción rock-alternativa «We are the winners». Así mismo, el país se ha colocado en dos ocasiones más dentro de los 10 mejores del concurso: en 2016 y en 2021. Desde la introducción de las semifinales, Lituania se ha ausentado de la gran final solamente en 7 ocasiones.
En 2021, los ganadores del Pabandom iš Naujo!, The Roop, terminó en 8° lugar con 220 puntos en la gran final, con el tema «Discoteque».

## Representante para Eurovisión

### Pabandom iš Naujo! 2022
Lituania confirmó su participación en el Festival de la Canción de Eurovisión 2022 en agosto de 2021. La LRT confirmó el 1 de octubre de 2021 la organización de la tercera edición de la renovada final nacional Pabandom iš Naujo!, abriendo su periodo de recepción de candidaturas ese día hasta el 25 de noviembre. Los 36 artistas participantes fueron anunciados el 7 de diciembre de 2021. Un día después, los títulos de las canciones participantes fueron publicados. El 11 de enero de 2022 se confirmaron la retiradas de Monika Linkytė por cuestiones de salud y Artūras Aleksiejus-Alekas por cuestiones personales, con lo cual se redujo la lista de participantes a 34.
La competencia consistió en seis galas: tres heats eliminatorios, dos semifinales y la final. Los primeros dos heats tuvieron once participantes mientras el tercero tuvo doce concursantes. Dentro de estas galas, los participantes se sometieron a una votación 50/50 entre un panel de jurados y el televoto. Ambos votaron con el mismo sistema de Eurovisión: 12, 10 y 8-1 puntos a sus diez temas favoritos. Las 6 canciones con más puntos avanzaron a las semifinales.
Las dos semifinales tuvieron a nueve concursantes cada una, los cuales se sometieron a una votación 50/50 entre el jurado profesional y el televoto. Ambos votaron con el mismo sistema de Eurovisión: 12, 10 y 8-2 puntos a los nueve temas por orden de preferencia. Las 4 canciones con más puntos de cada gala avanzaron a la final. En la gala final, los ocho temas finalistas fueron otra vez sometidos a una votación 50/50 entre el jurado profesional y el televoto. Ambos votaron con el mismo sistema de Eurovisión: 12, 10 y 8-3 puntos a los ocho concursantes por orden de preferencia. En esta ronda, el participante de mayor puntuación fue declarado ganador y representante de Lituania en Eurovisión.  

#### Candidaturas
| Artista                                  | Canción (Traducción)                                                | Idioma          | Compositor(es)                                                               |
| ---------------------------------------- | ------------------------------------------------------------------- | --------------- | ---------------------------------------------------------------------------- |
| Aldegunda                                | «Holiday» («Vacaciones»)                                            | Inglés, Lituano | Gailė Asačiovaitė-Main                                                       |
| Alekas                                   | «Out of Mind» («Fuera de quicio»)                                   | Inglés          | Aaron Sibley                                                                 |
| Augustė Vedrickaitė                      | «Before You're 6ft Under» («Antes de que estés 6 pies bajo tierra») | Inglés          | Augustė Vedrickaitė, Paulius Vaicekauskas, Robertas Semeniukas               |
| Basas Pegasas                            | «Ponai» («Caballeros»)                                              | Lituano         | Rokas Smilingis, Marius Repšys                                               |
| Clockwork Creep                          | «Grow» («Crecer»)                                                   | Inglés          | Paulius Mscichauskas                                                         |
| Cosmic Bride                             | «The Devil Lives in Spain» («El diablo vive en España»)             | Inglés          | Natalia Kharetskaya, Bruno Vogel                                             |
| Elonas Pokanevič                         | «Someday» («Algún día»)                                             | Inglés          | Elonas Pokanevič, Edvardas Mikulis, Rokas Arciševskij                        |
| Emilija V                                | «Overload» («Sobrecarga»)                                           | Inglés          | Aurimas Galvelis, Justas Kulikauskas, Emilija Valiukevičiūtė                 |
| Emilijana                                | «Illuminate» («Iluminar»)                                           | Inglés          | Emilija Katauskaitė, Stoyan Stoyanov, Paul Bester                            |
| Erica Jennings                           | «Back to Myself» («Regresar a mí»)                                  | Inglés          | Erica Jennings, Stephen Sims, Deividas Jaroška, Rick Blaskey, Victor Diawara |
| Gabrea                                   | «Make It Real» («Hacerlo realidad»)                                 | Inglés          | Aurimas Galvelis, Justas Kulikauskas                                         |
| Gabrielė Goštautaitė                     | «Over» («Terminado»)                                                | Inglés          | Gabrielė Goštautaitė, Robertas Semeniukas                                    |
| Gebrasy                                  | «Into Your Arms» («En tus brazos»)                                  | Inglés          | Audrius Petrauskas, Faustas Venckus                                          |
| Geleibra                                 | «Aš jaučiu tave» («Te siento»)                                      | Lituano         | Evaldas Mikalauskas, Gabrielė Urbonaitė, Justinas Chachlauskas               |
| Gintarė Korsakaitė                       | «Fantasy Eyes» («Ojos de fantasía»)                                 | Inglés          | Faustas Venckus, Gintarė Korsakaitė, Elena Jurgaitytė, Audrius Petrauskas    |
| Ieva Zasimauskaitė                       | «I'll Be There» («Estaré ahí»)                                      | Inglés          | Ieva Zasimauskaitė, Martin Hausner                                           |
| Joseph June                              | «Deadly» («Fatal»)                                                  | Inglés          | Vytautas Gumbelevičius                                                       |
| Justė Kraujelytė                         | «How to Get My Life Back» («Como tener mi vida de vuelta»)          | Inglés          | Justė Kraujelytė, Kasparas Meginis, Edgaras Žaltauskas                       |
| Justin 3 ft. Nanaart                     | «Something That Is Natural» («Algo que es natural»)                 | Inglés          | Justinas Stanislovaitis, Liucija Nanartaviciute                              |
| Lolita Zero                              | «Not Your Mother» («No soy tu madre»)                               | Inglés          | Gytis Ivanauskas, Vitas Vaičiulis                                            |
| Mary Mo                                  | «Get Up» («Levantarse»)                                             | Inglés          | Marija Monika Dičiūnė, Tomas Dičiūnas, Paulius Vaicekauskas                  |
| Mėnulio fazė                             | «Give Me a Sign» («Dame una señal»)                                 | Inglés          | Vladas Chockevičius                                                          |
| Monika Linkytė                           | «See You Again» («Verte de nuevo»)                                  | Inglés          | Monika Linkytė, Vitalij Puzyriov                                             |
| Monika Liu                               | «Sentimentai» («Sentimientos»)                                      | Lituano         | Monika Liubinaitė                                                            |
| Moosu X                                  | «Love That Hurts» («Amar así duele»)                                | Inglés          | Justas Kulikauskas, Aurimas Galvelis                                         |
| Queens of Roses                          | «Washing Machine» («Lavadora»)                                      | Inglés          | Michael James Down, Will Taylor, Primož Poglajen, Natalie Palmer             |
| Rūta Loop                                | «Call Me from the Cold» («Llámame desde el frío»)                   | Inglés          | Edgaras Žaltauskas, Kasparas Meginis, Rūta Žibaitytė                         |
| Sun Francisco                            | «Dream Again» («Soñar de nuevo»)                                    | Inglés          | Giedrė Ivanova, Maksim Ivanov, Snorre Bergerud                               |
| Titas ir Benas                           | «Getting Through This» («Superar esto»)                             | Inglés          | Audrius Petrauskas, Faustas Venckus                                          |
| Urtė Šilagalytė                          | «Running Chords» («Corriendo acordes»)                              | Inglés          | Urtė Šilagalytė, Justas Kulikauskas, Aurimas Galvelis                        |
| Vasha                                    | «Nepaleidi» («No corras»)                                           | Lituano         | Vasha, Viktoras Olechnovičius                                                |
| Viktorija Faith                          | «Walk Through the Water» («Caminar a través del agua»)              | Inglés          | Charlie Akin, Viktorija Faith                                                |
| Viktorija Kajokaitė                      | «Piece of the Universe» («Parte del Universo»)                      | Inglés          | Viktorija Kajokaitė                                                          |
| Vilija Matačiūnaitė                      | «101» («101»)                                                       | Lituano         | Vilija Matačiūnaitė, Leonas Somovas                                          |
| Voldemars Petersons & The Break Hearters | «UP» («ARRIBA»)                                                     | Inglés          | Voldemars Petersons                                                          |
| Živilė Gedvilaitė                        | «Lioness» («Leonalidad»)                                            | Inglés          | Ylva Persson, Linda Persson, Charlie Mason, John Matthews, Paulius Jasiūnas  |

     Candidatura retirada

#### Rondas Eliminatorias

##### Eliminatoria 1
La eliminatoria 1 se emitió el 8 de enero de 2022, presentada por Ieva Stasiulevičiūtė, Giedrius Masalskis y Richardas Jonaitis desde los estudios de la LRT en la capital Vilna. 11 canciones compitieron por 6 pases a la semifinal en una ronda de votación determinada en una combinación de un 50% para un jurado profesional y 50% para el televoto. El orden de actuación y los participantes de esta eliminatoria fueron anunciados el 4 de enero de 2022. El panel de jurado fue compuesto por Ramūnas Zilnys (crítico de música) y cuatro miembros rotatorios: Ieva Narkutė (cantante), Gerūta Griniūtė (presentadora de programas culturales), Vytautas Bikus (compositor) y Vaidotas Valiukevičius (miembro de The Roop).
| N.º | Artista                         | Canción                   | Jurado | Jurado | Televoto | Televoto | Lugar | Puntos |
| N.º | Artista                         | Canción                   | Votos  | Puntos | Votos    | Puntos   | Lugar | Puntos |
| --- | ------------------------------- | ------------------------- | ------ | ------ | -------- | -------- | ----- | ------ |
| 1   | Augustė Vedrickaitė             | «Before You're 6ft Under» | 52     | 12     | 317      | 4        | 2     | 16     |
| 2   | Gabrielė Goštautaitė            | «Over»                    | 12     | 2      | 138      | 1        | 11    | 3      |
| 3   | Voldemars Petersons & the Break | «Up»                      | 11     | 1      | 780      | 5        | 8     | 6      |
| 4   | Joseph June                     | «Deadly»                  | 39     | 8      | 363      | 7        | 4     | 15     |
| 5   | Aldegunda                       | «Holiday»                 | 14     | 3      | 231      | 2        | 10    | 5      |
| 6   | Viktorija Faith                 | «Walk Through the Water»  | 18     | 5      | 92       | 0        | 9     | 5      |
| 7   | Elonas Pokanevič                | «Someday»                 | 11     | 1      | 477      | 10       | 6     | 11     |
| 8   | Sun Francisco                   | «Dream Again»             | 31     | 6      | 257      | 3        | 7     | 9      |
| 9   | Urtė Šilagalytė                 | «Running Chords»          | 15     | 4      | 824      | 12       | 3     | 16     |
| 10  | Mary Mo                         | «Get Up»                  | 35     | 7      | 400      | 8        | 5     | 15     |
| 11  | Erica Jennings                  | «Back To Myself»          | 52     | 12     | 328      | 6        | 1     | 18     |

##### Eliminatoria 2
La eliminatoria 2 se emitió el 15 de enero de 2022, presentada por Ieva Stasiulevičiūtė, Giedrius Masalskis y Richardas Jonaitis desde los estudios de la LRT en la capital Vilna. 11 canciones compitieron por 6 pases a la semifinal en una ronda de votación determinada en una combinación de un 50% para un jurado profesional y 50% para el televoto. El orden de actuación y los participantes de esta eliminatoria fueron anunciados el 11 de enero de 2022. El panel de jurado fue compuesto por Ramūnas Zilnys (crítico de música) junto a los miembros rotatorios: Ieva Narkutė (cantante), Giedrė Kilčiauskienė (cantante), Vytautas Bikus (compositor) y Leonas Somovas (productor y compositor).
| N.º | Artista             | Canción                     | Jurado | Jurado | Televoto | Televoto | Lugar | Puntos |
| N.º | Artista             | Canción                     | Votos  | Puntos | Votos    | Puntos   | Lugar | Puntos |
| --- | ------------------- | --------------------------- | ------ | ------ | -------- | -------- | ----- | ------ |
| 1   | Clockwork Creep     | «Grow»                      | 16     | 4      | 359      | 5        | 7     | 9      |
| 2   | Justė Kraujelytė    | «How to Get My Life Back»   | 43     | 8      | 691      | 10       | 2     | 18     |
| 3   | Gabrea              | «Make it Real»              | 16     | 4      | 283      | 2        | 9     | 6      |
| 4   | Titas ir Benas      | «Getting Through This»      | 47     | 10     | 291      | 3        | 3     | 13     |
| 5   | Cosmic Bride        | «The Devil Lives in Spain»  | 12     | 2      | 93       | 0        | 11    | 2      |
| 6   | Viktorija Kajokaitė | «Piece of Universe»         | 1      | 0      | 332      | 4        | 10    | 4      |
| 7   | Emilija Katauskaitė | «Illuminate»                | 7      | 1      | 748      | 12       | 6     | 13     |
| 8   | Justin 3 & nanaart  | «Something that is Natural» | 30     | 6      | 258      | 1        | 8     | 7      |
| 9   | Ieva Zasimauskaitė  | «I’ll Be There»             | 56     | 12     | 554      | 8        | 1     | 20     |
| 10  | Moosu X             | «Love that Hurts»           | 30     | 6      | 433      | 7        | 5     | 13     |
| 11  | Queens of Roses     | «Washing Machine»           | 32     | 7      | 423      | 6        | 4     | 13     |

##### Eliminatoria 3
La eliminatoria 3 se emitió el 22 de enero de 2022, presentada por Ieva Stasiulevičiūtė, Giedrius Masalskis y Richardas Jonaitis desde los estudios de la LRT en la capital Vilna. 12 canciones compitieron por 6 pases a la semifinal en una ronda de votación determinada en una combinación de un 50% para un jurado profesional y 50% para el televoto. El orden de actuación y los participantes de esta eliminatoria fueron anunciados el 18 de enero de 2022. El panel de jurado fue compuesto por Ramūnas Zilnys (crítico de música) y los miembros rotatorios: Ieva Narkutė (cantante), Gerūta Griniūtė (presentadora de programas culturales), Vytautas Bikus (compositor) y Darius Užkuraitis (Director de LRT Opus).
| N.º | Artista                | Canción                 | Jurado | Jurado | Televoto | Televoto | Lugar | Puntos |
| N.º | Artista                | Canción                 | Votos  | Puntos | Votos    | Puntos   | Lugar | Puntos |
| --- | ---------------------- | ----------------------- | ------ | ------ | -------- | -------- | ----- | ------ |
| 1   | Basas Pegasas          | «Ponai»                 | 19     | 4      | 217      | 2        | 7     | 6      |
| 2   | Rūta Loop              | «Call Me From the Cold» | 43     | 8      | 586      | 8        | 2     | 16     |
| 3   | Vasha                  | «Nepaleidi»             | 15     | 3      | 222      | 3        | 8     | 6      |
| 4   | Geleibra               | «Aš jaučiu tave»        | 10     | 2      | 216      | 1        | 11    | 3      |
| 5   | Vilija                 | «101»                   | 44     | 10     | 183      | 0        | 6     | 10     |
| 6   | Emilija Valiukevičiūtė | «Overload»              | 1      | 0      | 70       | 0        | 12    | 0      |
| 7   | Gintarė Korsakaitė     | «Fantasy Eyes»          | 23     | 5      | 497      | 6        | 5     | 11     |
| 8   | Živilė Gedvilaitė      | «Lioness»               | 4      | 0      | 253      | 4        | 10    | 4      |
| 9   | Monika Liu             | «Sentimentai»           | 58     | 12     | 2,124    | 12       | 1     | 24     |
| 10  | Gebrasy                | «In Your Arms»          | 40     | 7      | 576      | 7        | 4     | 14     |
| 11  | Mėnulio Fazė           | «Give Me a Sign»        | 6      | 1      | 349      | 5        | 9     | 6      |
| 12  | Lolita Zero            | «Not Your Mother»       | 27     | 6      | 1,074    | 10       | 3     | 16     |

#### Semifinales

##### Semifinal 1
La primera semifinal se emitió el 29 de enero de 2022, presentada por Ieva Stasiulevičiūtė, Giedrius Masalskis y Richardas Jonaitis desde los estudios de la LRT en la capital Vilna. 9 canciones ganadoras de los tres heats clasificatorios compitieron por 4 pases a la semifinal en una ronda de votación determinada en una combinación de un 50% para un jurado profesional y 50% para el televoto. Los participantes de esta eliminatoria fueron anunciados el 26 de enero de 2022. El panel de jurado fue compuesto por Ramūnas Zilnys (crítico de música) y los miembros rotatorios: Ieva Narkutė (cantante), Gerūta Griniūtė (presentadora de programas culturales), Giedrė Kilčiauskienė (solista) y Vaidotas Valiukevičius (miembro de The Roop).
| N.º | Artista             | Canción                   | Jurado | Jurado | Televoto | Televoto | Lugar | Puntos |
| N.º | Artista             | Canción                   | Votos  | Puntos | Votos    | Puntos   | Lugar | Puntos |
| --- | ------------------- | ------------------------- | ------ | ------ | -------- | -------- | ----- | ------ |
| 1   | Queens of Roses     | «Washing Machine»         | 22     | 4      | 648      | 7        | 4     | 11     |
| 2   | Elonas Pokanevič    | «Someday»                 | 14     | 3      | 377      | 2        | 9     | 5      |
| 3   | Emilija Katauskaitė | «Illuminate»              | 14     | 3      | 573      | 6        | 8     | 9      |
| 4   | Joseph June         | «Deadly»                  | 37     | 7      | 378      | 3        | 5     | 10     |
| 5   | Erica Jennings      | «Back To Myself»          | 32     | 6      | 474      | 4        | 6     | 10     |
| 6   | Justė Kraujelytė    | «How to Get My Life Back» | 54     | 12     | 799      | 10       | 1     | 22     |
| 7   | Gebrasy             | «In Your Arms»            | 46     | 10     | 751      | 8        | 3     | 18     |
| 8   | Gintarė Korsakaitė  | «Fantasy Eyes»            | 24     | 5      | 511      | 5        | 7     | 10     |
| 9   | Lolita Zero         | «Not Your Mother»         | 42     | 8      | 2,281    | 12       | 2     | 20     |

##### Semifinal 2
La segunda semifinal se emitió el 5 de febrero de 2022, presentada por Ieva Stasiulevičiūtė, Giedrius Masalskis y Richardas Jonaitis desde los estudios de la LRT en la capital Vilna. 9 canciones ganadoras de los tres heats clasificatorios compitieron por 4 pases a la semifinal en una ronda de votación determinada en una combinación de un 50% para un jurado profesional y 50% para el televoto. Los participantes de esta eliminatoria fueron anunciados el 1 de febrero de 2022. El panel de jurado fue compuesto por Ramūnas Zilnys (crítico de música) y los miembros rotatorios: Ieva Narkutė (cantante), Vytautas Bikus (compositor), Gerūta Griniūtė (presentadora de programas culturales) y Stanislavas Stavickis-Stano (cantante y compositor).
| N.º | Artista             | Canción                   | Jurado | Jurado | Televoto | Televoto | Lugar | Puntos |
| N.º | Artista             | Canción                   | Votos  | Puntos | Votos    | Puntos   | Lugar | Puntos |
| --- | ------------------- | ------------------------- | ------ | ------ | -------- | -------- | ----- | ------ |
| 1   | Mary Mo             | «Get Up»                  | 20     | 4      | 301      | 2        | 9     | 6      |
| 2   | Vilija              | «101»                     | 30     | 6      | 303      | 3        | 6     | 9      |
| 3   | Urtė Šilagalytė     | «Running Chords»          | 12     | 2      | 1,165    | 10       | 5     | 12     |
| 4   | Ieva Zasimauskaitė  | «I’ll Be There»           | 37     | 8      | 481      | 5        | 4     | 13     |
| 5   | Augustė Vedrickaitė | «Before You're 6ft Under» | 49     | 10     | 934      | 8        | 2     | 18     |
| 6   | Rūta Loop           | «Call Me From the Cold»   | 37     | 8      | 878      | 7        | 3     | 15     |
| 7   | Titas ir Benas      | «Getting Through This»    | 26     | 5      | 310      | 4        | 7     | 9      |
| 8   | Monika Liu          | «Sentimentai»             | 58     | 12     | 3,965    | 12       | 1     | 24     |
| 9   | Moosu X             | «Love that Hurts»         | 16     | 3      | 637      | 6        | 8     | 9      |

#### Final
La final tuvo lugar el 12 de febrero de 2022, presentada por Ieva Stasiulevičiūtė, Giedrius Masalskis y Richardas Jonaitis desde los estudios de la LRT en la capital Vilna. Participaron cuatro ganadores de cada una de las semifinales, totalizando 8 participantes. La final se determinó en una sola ronda de votación determinada en una combinación de un 50% para un jurado profesional y 50% para el televoto. El panel del jurado fue compuesto por: Ramūnas Zilnys (crítico de música), Gerūta Griniūtė (presentadora de programas culturales), Vytautas Bikus (compositor), Stanislavas Stavickis-Stano (cantante y compositor), Aistė Smilgevičiūtė (cantante), Ieva Narkutė (cantante) y Vaidotas Valiukevičius (miembro de The Roop). Tras la votación, la cantante Monika Liu fue declarada ganadora con el tema compuesto por ella misma, «Sentimentai», tras obtener la puntuación máxima posible de 24 puntos, con la puntuación perfecta de los jurados (84 puntos) y arrasando en el televoto con poco más de 23,000 votos.
| N.º | Artista             | Canción                   | Jurado | Jurado | Televoto | Televoto | Lugar | Puntos |
| N.º | Artista             | Canción                   | Votos  | Puntos | Votos    | Puntos   | Lugar | Puntos |
| --- | ------------------- | ------------------------- | ------ | ------ | -------- | -------- | ----- | ------ |
| 1   | Lolita Zero         | «Not Your Mother»         | 57     | 8      | 20,929   | 10       | 3     | 18     |
| 2   | Ieva Zasimauskaitė  | «I’ll Be There»           | 33     | 4      | 729      | 3        | 7     | 7      |
| 3   | Rūta Loop           | «Call Me From the Cold»   | 51     | 7      | 1,830    | 7        | 4     | 14     |
| 4   | Gebrasy             | «In Your Arms»            | 42     | 6      | 1,404    | 6        | 5     | 12     |
| 5   | Justė Kraujelytė    | «How to Get My Life Back» | 37     | 5      | 1,164    | 5        | 6     | 10     |
| 6   | Queens of Roses     | «Washing Machine»         | 21     | 3      | 1,108    | 4        | 8     | 7      |
| 7   | Monika Liu          | «Sentimentai»             | 84     | 12     | 23,604   | 12       | 1     | 24     |
| 8   | Augustė Vedrickaitė | «Before You're 6ft Under» | 60     | 10     | 4,147    | 8        | 2     | 18     |

## En Eurovisión
De acuerdo a las reglas del festival, todos los concursantes iniciaron desde las semifinales, a excepción del anfitrión (en este caso, Italia) y el Big Five compuesto por Alemania, España, Francia, la misma Italia y Reino Unido. En el sorteo realizado el 25 de enero de 2022, Lituania fue sorteada en la primera semifinal del festival. En este mismo sorteo, se determinó que participaría en la primera mitad de la semifinal (posiciones 1-9). Semanas después, ya conocidos los artistas y sus respectivas canciones participantes, la producción del programa dio a conocer el orden de actuación, determinando que el país participaría en la tercera posición, precedida por Letonia y seguida de Suiza.
Los comentarios para Lituania corrieron tanto en televisión como en radio por parte de Ramūnas Zilnys por segunda ocasión consecutiva. El portavoz de la votación del jurado profesional lituano fue el cantante y vocalista de The Roop, participantes en el festival de Eurovisión del año anterior por Lituania, Vaidotas Valiukevičius.

### Semifinal 1

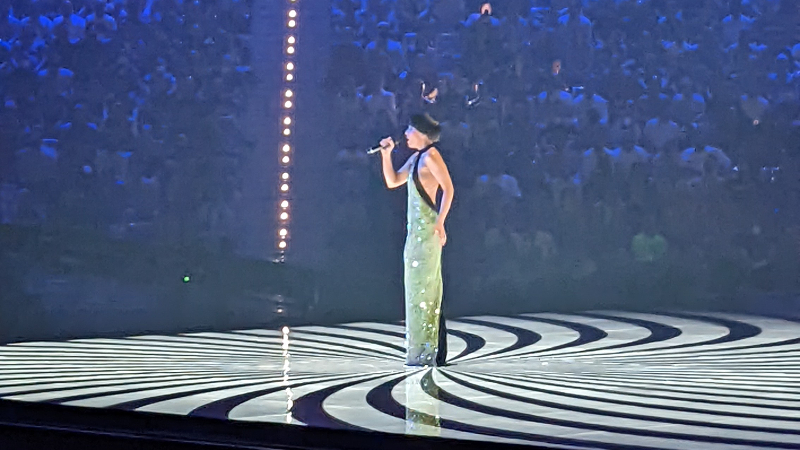
Monika Liu durante la primera semifinal.

Monika Liu tomó parte de los ensayos los días 30 de abril y 4 de mayo así como de los ensayos generales con vestuario de la primera semifinal los días 9 y 10 de mayo. El ensayo general de la tarde del 9 será tomado en cuenta por los jurados profesionales para emitir sus votos, que representaron el 50% de los puntos. Lituania se presentará en la posición 3, detrás de Suiza y por delante de Letonia.
La actuación lituana se mantuvo fiel a la presentada en la final nacional, con Monika Liu actuando sola en el escenario. Monika usó el mismo vestido largo morado con brillantes utilizado en la preselección, con las luces del arco haciendo juegos de luces en colores dorados y morados. Durante la semana de ensayos, la puesta en escena lituana fue una de las más comentadas al salir a la luz la polémica que debido al fallo técnico del arco del escenario la puesta en escena no podría realizarse como se tenía planeado.
Al final del show, Lituania fue anunciada como uno de los 10 países finalistas. Los resultados revelados una vez terminado el festival, posicionaron a Lituania en 7.º lugar de la semifinal con un total de 159 puntos, habiendo obtenido la novena posición del jurado profesional con 56 puntos, incluyendo la máxima puntuación del jurado de Eslovenia, y el qunito lugar del televoto con 103 puntos, incluyendo la máxima puntuación de Ucrania.

### Final
Durante la rueda de prensa de los ganadores de la primera semifinal, se realizó el sorteo en el que se decidió en que mitad participaría cada finalista. Lituania fue sorteada para participar en la segunda mitad de la final (posiciones 14-25). El orden de actuación revelado durante la madrugada del viernes 13 de mayo, decidió que Lituania debía actuar en la posición 14 por delante de Alemania y detrás de Azerbaiyán. Monika Liu tomó parte de los ensayos generales con vestuario de la final los días 13 y 14 de mayo. El ensayo general de la tarde del 13 fue tomado en cuenta por los jurados profesionales para emitir sus votos, que representaron el 50% de los puntos.
Durante la votación, Lituania se colocó en 18.º lugar en la votación del jurado profesional con 35 puntos, recibiendo como máximo los 10 puntos del jurado de Eslovenia. Posteriormente, se anunció su puntuación en la votación del televoto: 93 puntos que la ubicaron en la 11.ª posición, incluyendo los 10 puntos de Letonia, Noruega y Ucrania. En la sumatoria final, Lituania finalizó en la 14.ª posición con 128 puntos.

### Votación

#### Puntuación a Lituania

##### Semifinal 1
| Jurado                                                    | Jurado    | Jurado                | Jurado                            | Jurado                                    |
| 12 puntos                                                 | 10 puntos | 8 puntos              | 7 puntos                          | 6 puntos                                  |
| --------------------------------------------------------- | --------- | --------------------- | --------------------------------- | ----------------------------------------- |
| - Eslovenia                                               | - Croacia | - Islandia            |                                   | - Portugal                                |
| 5 puntos                                                  | 4 puntos  | 3 puntos              | 2 puntos                          | 1 punto                                   |
| - Dinamarca - Noruega                                     |           | - Suiza               | - Francia - Italia - Países Bajos | - Letonia                                 |
| Televoto                                                  |           |                       |                                   |                                           |
| 12 puntos                                                 | 10 puntos | 8 puntos              | 7 puntos                          | 6 puntos                                  |
| - Ucrania                                                 | - Letonia | - Dinamarca - Noruega | - Armenia                         | - Croacia - Francia - Moldavia - Portugal |
| 5 puntos                                                  | 4 puntos  | 3 puntos              | 2 puntos                          | 1 punto                                   |
| - Bulgaria - Eslovenia - Grecia - Islandia - Países Bajos | - Austria | - Suiza               |                                   | - Albania - Italia                        |

##### Final
| Jurado     | Jurado                        | Jurado                      | Jurado                                                                      | Jurado                           |
| 12 puntos  | 10 puntos                     | 8 puntos                    | 7 puntos                                                                    | 6 puntos                         |
| ---------- | ----------------------------- | --------------------------- | --------------------------------------------------------------------------- | -------------------------------- |
|            | - Eslovenia                   |                             | - Croacia                                                                   |                                  |
| 5 puntos   | 4 puntos                      | 3 puntos                    | 2 puntos                                                                    | 1 punto                          |
| - Portugal |                               | - Dinamarca                 | - Estonia - Montenegro - Noruega - Serbia                                   | - Islandia - Letonia             |
| Televoto   |                               |                             |                                                                             |                                  |
| 12 puntos  | 10 puntos                     | 8 puntos                    | 7 puntos                                                                    | 6 puntos                         |
|            | - Letonia - Noruega - Ucrania | - Irlanda                   | - Dinamarca - Estonia - Reino Unido                                         |                                  |
| 5 puntos   | 4 puntos                      | 3 puntos                    | 2 puntos                                                                    | 1 punto                          |
| - Georgia  | - Moldavia                    | - Croacia - Serbia - Suecia | - Armenia - Australia - Chipre - Eslovenia - Finlandia - Islandia - Polonia | - Macedonia del Norte - Portugal |

#### Votación realizada por Lituania
| Puntos    | Jurado       | Televoto     |
| --------- | ------------ | ------------ |
| 12 puntos | Ucrania      | Ucrania      |
| 10 puntos | Suiza        | Letonia      |
| 8 puntos  | Países Bajos | Portugal     |
| 7 puntos  | Portugal     | Moldavia     |
| 6 puntos  | Grecia       | Países Bajos |
| 5 puntos  | Dinamarca    | Noruega      |
| 4 puntos  | Islandia     | Armenia      |
| 3 puntos  | Noruega      | Suiza        |
| 2 puntos  | Letonia      | Islandia     |
| 1 punto   | Moldavia     | Dinamarca    |

| Puntos    | Jurado       | Televoto     |
| --------- | ------------ | ------------ |
| 12 puntos | Ucrania      | Ucrania      |
| 10 puntos | Reino Unido  | Suecia       |
| 8 puntos  | Portugal     | Estonia      |
| 7 puntos  | Suiza        | Portugal     |
| 6 puntos  | Países Bajos | España       |
| 5 puntos  | España       | Moldavia     |
| 4 puntos  | Italia       | Reino Unido  |
| 3 puntos  | Suecia       | Italia       |
| 2 puntos  | Islandia     | Noruega      |
| 1 punto   | Serbia       | Países Bajos |

##### Desglose
El jurado lituano estuvo compuesto por:
- Aistė Lasytė
- Darius Užkuraitis
- Ieva Narkutė
- Jurga
- Vaidas Baumila

| Semifinal 1 | Semifinal 1  | Semifinal 1                | Semifinal 1                | Semifinal 1                | Semifinal 1                | Semifinal 1                | Semifinal 1                | Semifinal 1                | Semifinal 1                | Semifinal 1                |
| N.º         | País         | Jurado                     | Jurado                     | Jurado                     | Jurado                     | Jurado                     | Jurado                     | Jurado                     | Televoto                   | Televoto                   |
| N.º         | País         | Jurado A                   | Jurado B                   | Jurado C                   | Jurado D                   | Jurado E                   | Ranking                    | Puntos                     | Ranking                    | Puntos                     |
| ----------- | ------------ | -------------------------- | -------------------------- | -------------------------- | -------------------------- | -------------------------- | -------------------------- | -------------------------- | -------------------------- | -------------------------- |
| 01          | Albania      | 13                         | 11                         | 16                         | 16                         | 14                         | 14                         |                            | 16                         |                            |
| 02          | Letonia      | 7                          | 8                          | 12                         | 5                          | 10                         | 9                          | 2                          | 2                          | 10                         |
| 03          | Lituania     | -------------------------- | -------------------------- | -------------------------- | -------------------------- | -------------------------- | -------------------------- | -------------------------- | -------------------------- | -------------------------- |
| 04          | Suiza        | 3                          | 3                          | 2                          | 1                          | 1                          | 2                          | 10                         | 8                          | 3                          |
| 05          | Eslovenia    | 15                         | 12                         | 13                         | 15                         | 15                         | 15                         |                            | 14                         |                            |
| 06          | Ucrania      | 1                          | 2                          | 1                          | 2                          | 3                          | 1                          | 12                         | 1                          | 12                         |
| 07          | Bulgaria     | 11                         | 9                          | 14                         | 10                         | 11                         | 12                         |                            | 15                         |                            |
| 08          | Países Bajos | 2                          | 5                          | 5                          | 3                          | 6                          | 3                          | 8                          | 5                          | 6                          |
| 09          | Moldavia     | 8                          | 10                         | 10                         | 11                         | 12                         | 10                         | 1                          | 4                          | 7                          |
| 10          | Portugal     | 4                          | 4                          | 3                          | 6                          | 4                          | 4                          | 7                          | 3                          | 8                          |
| 11          | Croacia      | 14                         | 16                         | 11                         | 13                         | 13                         | 13                         |                            | 13                         |                            |
| 12          | Dinamarca    | 9                          | 13                         | 6                          | 8                          | 2                          | 6                          | 5                          | 10                         | 1                          |
| 13          | Austria      | 16                         | 15                         | 15                         | 14                         | 16                         | 16                         |                            | 12                         |                            |
| 14          | Islandia     | 10                         | 7                          | 9                          | 4                          | 7                          | 7                          | 4                          | 9                          | 2                          |
| 15          | Grecia       | 6                          | 1                          | 4                          | 7                          | 5                          | 5                          | 6                          | 11                         |                            |
| 16          | Noruega      | 5                          | 6                          | 8                          | 9                          | 8                          | 8                          | 3                          | 6                          | 5                          |
| 17          | Armenia      | 12                         | 14                         | 7                          | 12                         | 9                          | 11                         |                            | 7                          | 4                          |

| Final | Final           | Final                      | Final                      | Final                      | Final                      | Final                      | Final                      | Final                      | Final                      | Final                      |
| N.º   | País            | Jurado                     | Jurado                     | Jurado                     | Jurado                     | Jurado                     | Jurado                     | Jurado                     | Televoto                   | Televoto                   |
| N.º   | País            | Jurado A                   | Jurado B                   | Jurado C                   | Jurado D                   | Jurado E                   | Ranking                    | Puntos                     | Ranking                    | Puntos                     |
| ----- | --------------- | -------------------------- | -------------------------- | -------------------------- | -------------------------- | -------------------------- | -------------------------- | -------------------------- | -------------------------- | -------------------------- |
| 01    | República Checa | 16                         | 16                         | 16                         | 23                         | 24                         | 20                         |                            | 22                         |                            |
| 02    | Rumania         | 24                         | 23                         | 24                         | 24                         | 23                         | 24                         |                            | 15                         |                            |
| 03    | Portugal        | 3                          | 5                          | 3                          | 2                          | 5                          | 3                          | 8                          | 4                          | 7                          |
| 04    | Finlandia       | 23                         | 24                         | 19                         | 20                         | 21                         | 23                         |                            | 13                         |                            |
| 05    | Suiza           | 4                          | 2                          | 8                          | 8                          | 4                          | 4                          | 7                          | 18                         |                            |
| 06    | Francia         | 19                         | 19                         | 20                         | 22                         | 22                         | 22                         |                            | 16                         |                            |
| 07    | Noruega         | 9                          | 20                         | 13                         | 12                         | 14                         | 15                         |                            | 9                          | 2                          |
| 08    | Armenia         | 21                         | 17                         | 21                         | 9                          | 13                         | 18                         |                            | 19                         |                            |
| 09    | Italia          | 7                          | 14                         | 5                          | 4                          | 7                          | 7                          | 4                          | 8                          | 3                          |
| 10    | España          | 6                          | 9                          | 11                         | 6                          | 3                          | 6                          | 5                          | 5                          | 6                          |
| 11    | Países Bajos    | 5                          | 3                          | 4                          | 10                         | 9                          | 5                          | 6                          | 10                         | 1                          |
| 12    | Ucrania         | 1                          | 1                          | 1                          | 1                          | 1                          | 1                          | 12                         | 1                          | 12                         |
| 13    | Alemania        | 8                          | 18                         | 18                         | 11                         | 19                         | 16                         |                            | 14                         |                            |
| 14    | Lituania        | -------------------------- | -------------------------- | -------------------------- | -------------------------- | -------------------------- | -------------------------- | -------------------------- | -------------------------- | -------------------------- |
| 15    | Azerbaiyán      | 10                         | 13                         | 10                         | 15                         | 15                         | 13                         |                            | 24                         |                            |
| 16    | Bélgica         | 11                         | 15                         | 15                         | 19                         | 12                         | 17                         |                            | 17                         |                            |
| 17    | Grecia          | 14                         | 21                         | 22                         | 7                          | 8                          | 11                         |                            | 23                         |                            |
| 18    | Islandia        | 15                         | 4                          | 23                         | 14                         | 10                         | 9                          | 2                          | 20                         |                            |
| 19    | Moldavia        | 18                         | 22                         | 17                         | 21                         | 20                         | 21                         |                            | 6                          | 5                          |
| 20    | Suecia          | 12                         | 11                         | 6                          | 5                          | 6                          | 8                          | 3                          | 2                          | 10                         |
| 21    | Australia       | 17                         | 10                         | 9                          | 13                         | 11                         | 12                         |                            | 21                         |                            |
| 22    | Reino Unido     | 2                          | 7                          | 2                          | 3                          | 2                          | 2                          | 10                         | 7                          | 4                          |
| 23    | Polonia         | 20                         | 12                         | 12                         | 18                         | 16                         | 19                         |                            | 11                         |                            |
| 24    | Serbia          | 13                         | 8                          | 7                          | 16                         | 18                         | 10                         | 1                          | 12                         |                            |
| 25    | Estonia         | 22                         | 6                          | 14                         | 17                         | 17                         | 14                         |                            | 3                          | 8                          |